# Evento di Dansgaard-Oeschger

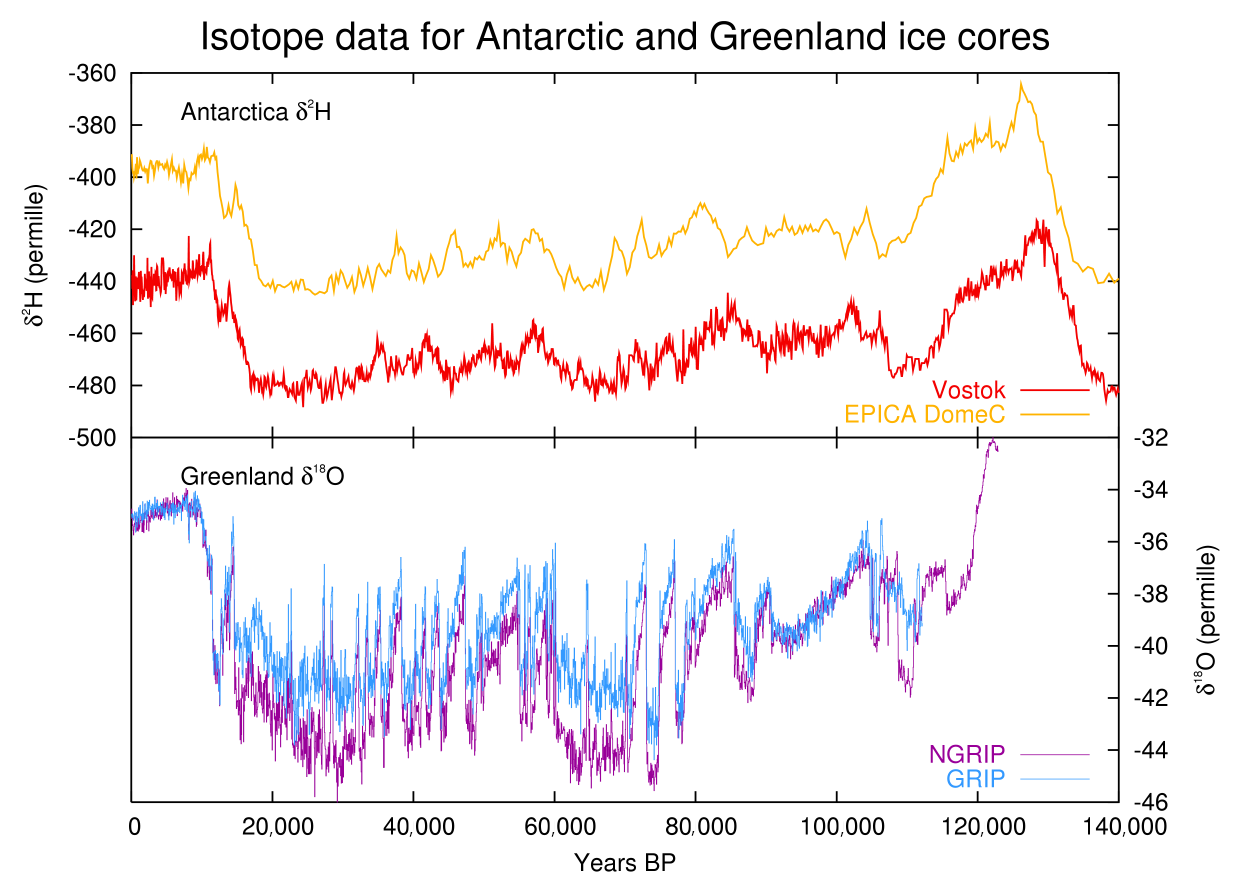
Andamento della temperatura negli ultimi 140.000 anni ottenuto dai dati di quattro carote di ghiaccio; è evidenziata l'escursione termica collegata agli eventi D-O nell'emisfero boreale.

Gli eventi di Dansgaard-Oeschger (dal nome del paleoclimatologo danese Willi Dansgaard e del climatologo svizzero Hans Oeschger) sono rapide fluttuazioni climatiche che si sono ripetute per 25 volte durante l'ultimo periodo glaciale.
Secondo alcuni studiosi gli eventi D-O, come vengono normalmente abbreviati, avvengono con una ricorrenza quasi periodica in tempi multipli di 1470 anni. L'ipotesi però non è condivisa da tutti. Una ciclicità analoga nel corso dell'Olocene viene definita evento di Bond.

## Evidenze
Le maggiori evidenze degli eventi di Dansgaard–Oeschger provengono dalle carote di ghiaccio del Greenland Ice Sheet Project, che però riescono a andare indietro nel tempo solamente fino all'ultimo interglaciale, il Riss-Würm. I carotaggi condotti in Antartide suggeriscono che gli eventi D-O siano correlati ai cosiddetti "Massimi isotopici antartici" attraverso un accoppiamento del clima dei due emisferi, chiamata alternanza climatica tra i due Poli.
Se questa correlazione è applicabile anche ai precedenti interglaciali, i dati antartici suggeriscono che gli eventi D-O erano presenti anche nei precedenti periodi glaciali. Sfortunatamente le carote di ghiaccio della Groenlandia si estendono solo all'ultimo periodo glaciale, per cui non ci sono evidenze per tempi precedenti. Tuttavia il lavoro di Stephen Barker e colleghi ha mostrato che gli attuali dati per la Groenlandia possono essere ricostruiti a partire dalle carote di ghiaccio dell'Antartide. Questo permette la ricostruzione della situazione precedente della Groenlandia attraverso la derivazione delle carote di ghiaccio antartiche, che risalgono indietro fino a circa un milione di anni fa.

## Effetti
Nell'emisfero boreale, gli eventi D-O assumono la forma di episodi di rapido riscaldamento, tipicamente in alcuni decenni, seguiti poi da un graduale raffreddamento che dura qualche centinaio di anni. Il periodo freddo vede un'espansione del fronte polare, con distacchi di iceberg che si spingono molto a sud nell'Oceano Atlantico settentrionale.
Ad esempio 11.500 anni fa le temperature medie nella calotta di ghiaccio della Groenlandia aumentarono di circa 8 °C nel giro di 40 anni, con tre fasi di cinque anni ciascuna, mentre normalmente si hanno variazioni di 5 °C in 30-40 anni.
Gli eventi di Heinrich avvengono soltanto nelle ondate di freddo che precedono i riscaldamenti D-O, il che ha portato a suggerire che siano i cicli D-O a causare quegli eventi o almeno a determinarne la tempistica.

## Cause

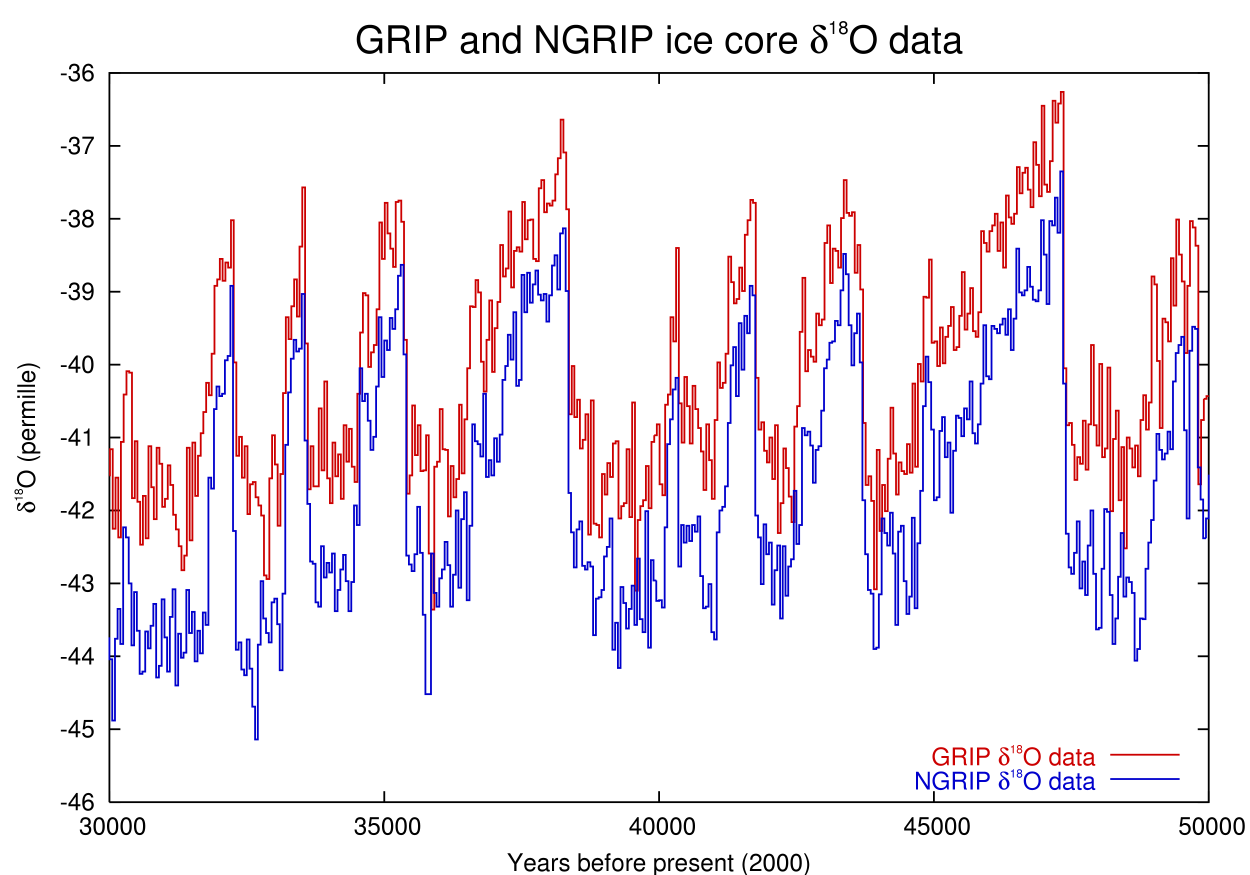
Dettaglio degli ultimi 40.000 anni BP, che evidenzia la riproducibilità dei dati tra le varie carote di ghiaccio.

Dai dati ottenibili dalle carote di ghiaccio, non è possibile chiarire i processi alla base della tempistica e dell'ampiezza di questi eventi. Lo schema nell'emisfero australe appare differente da quello boreale, con un riscaldamento più lento e fluttuazioni della temperatura molto minori.
La carota di ghiaccio Vostok fu infatti perforata prima delle carote della Groenlandia, ma l'esistenza degli eventi Dansgaard–Oeschger non fu notata fino ai carotaggi dei progetti Greenland ice core project e Greenland Ice Sheet Project 2; solo dopo questi carotaggi ci fu un riesame della carota Vostok per verificare se era sfuggito qualche dato.
Gli eventi sembrano riflettere la circolazione delle correnti nell'Atlantico settentrionale, forse innescata da un afflusso di acqua più fredda o da piogge più abbondanti.
Gli eventi potrebbero essere causati da un'amplificazione dell'insolazione solare, o da cause interne al sistema climatico della Terra, come un accumulo eccessivo di ghiaccio che poi diventa instabile, come postulato per gli eventi di Heinrich, o da oscillazioni nelle correnti oceaniche profonde.
Recentemente questi eventi sono stati attribuiti a variazioni della dimensione della calotta glaciale e all'anidride carbonica atmosferica. La prima determina la forza della circolazione nell'Oceano Atlantico attraverso un'alterazione dei venti occidentali dell'emisfero boreale, della corrente del Golfo e del sistema oceano-ghiaccio. Il secondo modula il trasporto di acqua fresca tra i bacini dell'America centrale, il che cambia il bilanciamento dell'acqua fresca nel Nord Atlantico e la conseguente circolazione oceanica. Viene anche suggerita l'esistenza di una finestra di stabilità del capovolgimento meridionale della circolazione atlantica (punto di innesco di un cambiamento climatico repentino) associato al volume dei ghiacci e all'anidride carbonica atmosferica, rendendo così conto del verificarsi degli eventi D-O in condizioni glaciali intermedie nel tardo Pleistocene.

## Datazione
Anche se gli effetti degli eventi di Dansgaard–Oeschger sono in gran parte limitati alle carote di ghiaccio della Groenlandia, ci sono evidenze che suggeriscono che gli eventi siano stati globalmente sincroni. L'analisi dello spettro isotopico della carota americana mostra un picco nel rapporto tra l'abbondanza degli isotopi [18O:16O] ogni circa 1.500 anni. Nel 2002 Schulz ha proposto che ci sia una periodicità regolare di 1470 anni. La conclusione è stata supportata nel 2003 da Rahmstorf. Se vengono presi in considerazione solo gli ultimi 50.000 anni della carota GISP2, la variazione dell'innesco è compresa entro ±12% e diventa del solo ±2% se si considerano i 5 eventi più recenti, le cui date sono probabilmente più precise.
Le parti più antiche della carota GISP2 non mostrano la stessa regolarità, che non compare nemmeno nella carota GRIP. Questo può dipendere dal fatto che i 50.000 anni più recenti della GISP2 sono datati in modo più accurato attraverso il conteggio degli strati. La risposta del sistema climatico all'innesco varia entro l'8% del periodo, mentre ci si aspetta che il sistema Terra sia molto più irregolare. Rahmstorf suggerisce che uno schema molto regolare dovrebbe puntare a un ciclo orbitale, ma tale sorgente non è stata identificata. Il ciclo orbitale più vicino, quello lunare di 1.800 anni, non può essere riconciliato con questo schema. La datazione tra la carota di ghiaccio europea GRIP e l'americana GISP2, differisce di circa 5.000 anni quando si arriva a 50.000 anni BP. Ditlevsen et al. (2005) hanno notato che il picco spettrale trovato nella carota GISP2 non era presente nella carota GRIP, con una dipendenza fortemente critica dall'accuratezza della datazione. Il problema della cronologia è stato in gran parte risolto da un'accurata datazione della carota NGRIP. Usando questa datazione, la presenza degli eventi di Dansgaard–Oeschger è stocasticamente consistente con un processo di Poisson indotto.
I cicli D-O potrebbero avere una loro propria scala cronologica. Lo studio di Maslin suggerisce che ogni calotta glaciale avesse le proprie condizioni di stabilità, ma quando cominciarono a fondere, l'afflusso dell'acqua fredda sia stato sufficiente a riconfigurare le correnti oceaniche, causando ulteriori fusioni in vari altri luoghi. Più specificamente, gli eventi freddi di Dansgaard-Oeschger e gli afflussi di acqua fredda loro associati, riducono la forza della corrente collegata all'acqua profonda del Nord Atlantico, indebolendo la circolazione nell'emisfero boreale e causando così un aumento del trasferimento di calore in direzione del Polo Sud. Questa acqua più tiepida provoca la fusione del ghiaccio antartico, riducendo la stratificazione della densità e la forza della corrente collegata all'acqua di fondo dell'Oceano antartico. Questo permette all'acqua profonda del Nord Atlantico di ritornare alla sua forza precedente, innescando la fusione nell'emisfero boreale e un nuovo evento freddo D-O.
La teoria permette anche di spiegare l'apparente connessione tra gli eventi di Heinrich e i cicli D-O. Quando l'accumulo di acqua di fusione del ghiaccio raggiunge un valore limite, può provocare un innalzamento del livello mare sufficiente a intaccare il ghiacciaio Laurentide, provocando un evento di Heinrich e facendo ripartire il ciclo.
La piccola era glaciale sviluppatasi tra 400 e 200 anni fa, è stata interpretata come la parte fredda di un ciclo di Dansgaard-Oeschger.

## Scoperta
I segnali nelle carote di ghiaccio oggi conosciuti come eventi di Dansgaard–Oeschger possono, retrospettivamente, essere individuati anche nella carota originale del GISP e in quella di Camp Century in Groenlandia. Al tempo in cui questi carotaggi furono effettuati, la loro presenza fu notata ma non accettata da tutti. Dansgaard notò la loro esistenza nella carota del GRIP che appariva come una "violenta oscillazione" del segnale δ18O; questi segnali sembravano ben correlarsi con gli eventi trovati nella precedente carota del Camp Century estratta a 1.400 km di distanza, fornendo così un'evidenza per la corrispondenza con estese anomalie climatiche. Dansgaard propose che potessero essere collegate a modi quasi-stazionari del sistema atmosfera-oceano. Gli eventi D-O tendono a essere la causa della pompa sahariana, che ha avuto effetto anche sull'evoluzione degli uomini e la loro diffusione nel mondo.
Questa ciclicità si ritrova anche nell'Olocene, dove questi fenomeni vengono chiamati eventi di Bond.